# Placa equatorial
A placa equatorial é formada durante a mitose na subfase da metáfase. Nessa fase o condensamento dos cromossomos é máximo,o fuso mitótico é bem visível  e não se observa mais o núcleo ou o nucléolo. Cada cromossomo duplicado é preso ao centríolo pelos microtúbulos formadores do fuso mitótico. Os cromossomos permanecem e ficam alinhados momentaneamente sobre uma linha imaginária no meio da célula, a placa equatorial.